# 스태프와 라인
스태프와 라인(staff and line)은 조직의 다양한 기능 유형에 부여되는 이름이다. 라인 기능은 조직의 핵심 업무를 직접적으로 발전시키는 기능이다. 여기에는 항상 생산과 판매가 포함되며 때로는 마케팅도 포함된다. 스태프 기능은 전문적인 자문 및 지원 기능을 통해 조직을 지원한다. 예를 들어 인사, 회계, 홍보, 법무 부서는 일반적으로 직원 기능으로 간주된다. 두 용어 모두 군대에서 유래되었다.